# حمله ۲۰۱۷ تورکو

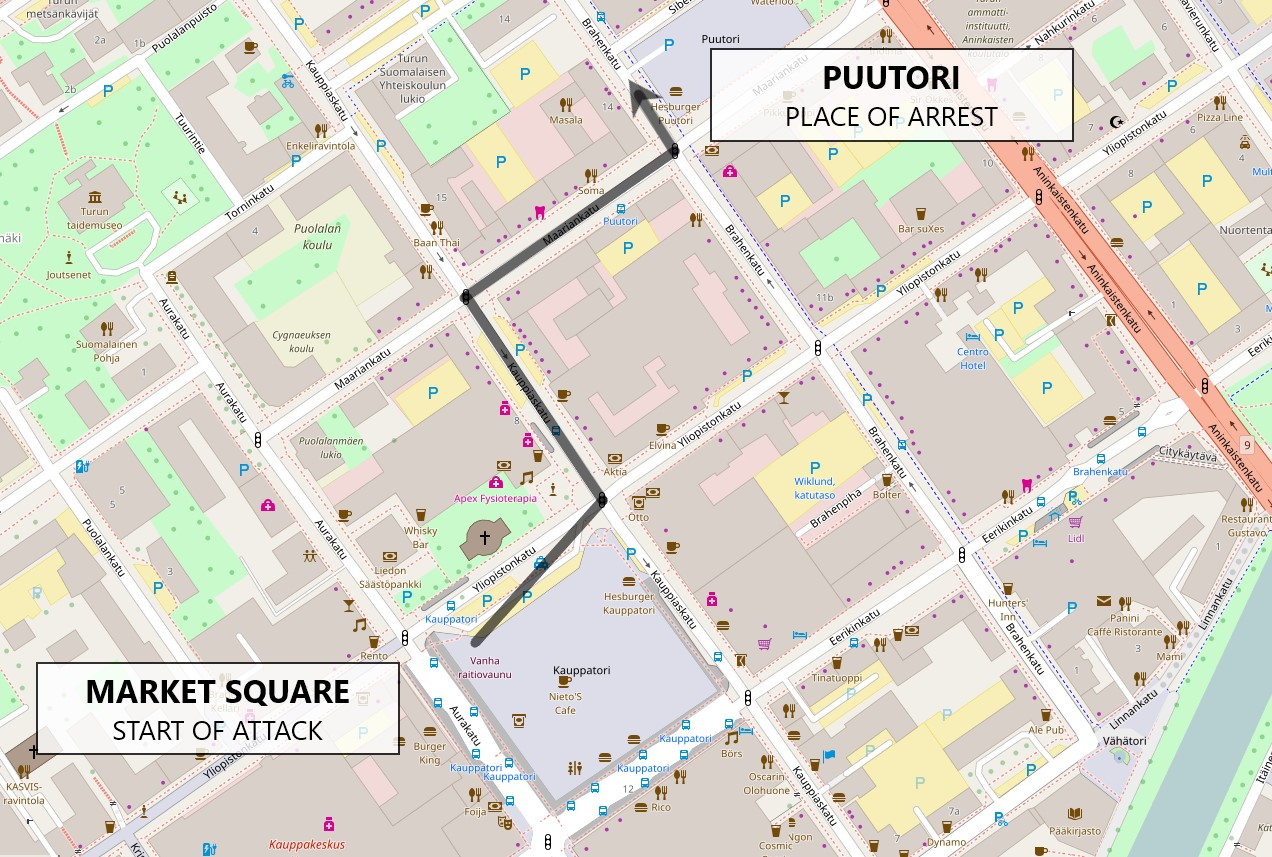
نقشه مسیر حمله

در ۱۸ اوت ۲۰۱۷، حدود ساعت ۱۶ عصر به وقت محلی (یوتی‌سی ۳:۰۰+)، با چاقو به ده نفر در تورکو در جنوب غرب فنلاند حمله شد. آژیر خطر نخستین بار در ۱۶:۰۲ به صدا درآمد و در ۱۶:۰۵ مظنون این حمله که پناه‌جویی با اصلیت مراکشی بود دستگیر شد.دو نفر در اثر این حمله درگذشتند. یک پیراپزشک بریتانیایی نیز که قصد کمک‌رسانی به مجروحان را داشت مورد حمله قرار گرفته و زخمی شد.
این حمله بزرگ‌ترین حادثهٔ تروریستی در خاک فنلاند پس از جنگ جهانی دوم به شمار می‌رود.

## پیشینه
فنلاند به‌عنوان یکی از آرام‌ترین کشورها در اروپا در ارتباط با خشونت سیاسی و تروریسم بشمار می‌رفت. زیرا پس از جنگ جهانی دوم تا کنون شاهد هیچ عمل تروریستی نبوده‌است. در تاریخ ۱۴ ژوئن ۲۰۱۷، سرویس اطلاعاتی فنلاند اعلام کرد که سطح تهدید تروریستی معمول آن که ۲ بود را به سطح ۴ افزایش می‌دهد. بنا به گفتهٔ سرویس اطلاعاتی فنلاند، مهم‌ترین تهدید تروریستی علیه این کشور از سوی افراد یا گروه‌های کوچکی است که تحت تأثیر تبلیغات اسلام گرایان تندرو یا سازمان‌های تروریستی است که آن‌ها را به این کار تشویق می‌کنند.

## شرح حادثه
بنا به گفتهٔ مقامات پلیس فنلاند در روز ۱۸ اوت ۲۰۱۷ در شهر تورکو فنلاند جوان ۱۸ سالهٔ مراکشی با چاقو به مردم حمله کرد. هدف اصلی او در این حملهٔ تروریستی بیشتر زنان بودند. هنگام حمله او شعار الله‌اکبر سر می‌داد که نشان می‌داد او با گروه‌های تروریستی جهادگرا در ارتباط است.

## کشته‌ها و زخمی‌ها
در این حادثه دو زن فنلاندی به قتل رسیدند و ۶ نفر مجروح شدند که ۴ نفر از آن‌ها هم‌چنان در بخش اورژانس بستری هستند.
در میان مجروحان یک‌نفر سوئدی و یک‌نفر ایتالیایی هستند. فنلاند پیش از این حادثه شاهد چنین حملات تروریستی نبوده‌است.
| ملیت       | کشته | زخمی |
| ---------- | ---- | ---- |
| فنلاندی    | ۲    | ۵    |
| بریتانیایی | ۰    | ۱    |
| ایتالیایی  | ۰    | ۱    |
| سوئدی      | ۰    | ۱    |
| جمع        | ۲    | ۸    |

## دستگیری
نفر دستگیر شده یک مراکشی ۱۸ ساله است و در ارتباط با این حمله ۴ نفر دیگر توسط پلیس دستگیر شدند. یک‌نفر هم تحت تعقیب است که هنوز دستگیر نشده‌است.

## واکنش‌ها
پس از این حادثه مراکشی‌های مقیم فنلاند طی آکسیونی بیزاری خود را از این عمل تروریستی و عاملان آن ابراز داشتند.

## اقدامات پلیس
پلیس ظرف چند ساعت پس از این حمله در روز حادثه، گشت‌های پلیس را در سراسر کشور افزایش داد.
پلیس برای دستگیری مظنون به پای او شلیک کرد. پلیس در پی این حادثهٔ تروریستی از مردم خواست که مرکز شهر تورکو را که در جنوب‌غربی فنلاند قرار دارد موقتاً ترک کنند. تدابیر شدید امنیتی در هلسینکی به‌ویژه در فرودگاه افزایش یافته‌است.